# Faity Baby
 (juillet 2025).
Faity Baby, de son vrai nom Abdoulaye Kouanda, est une artiste musicien burkinabè évoluant principalement dans les genres afrobeat, hip-hop et R&B.

## Biographie

### Enfance et études
Faity Baby est né et a grandi au Burkina Faso, où il développe très tôt une passion pour la musique. Influencé par la richesse culturelle du pays, il commence à chanter dès son jeune âge.

### Carrière musicale
Faity Baby commence sa carrière musicale en 2017, son talent lui permet de se faire une place dans l'industrie musicale burkinabè, avec des singles qui reçoivent un accueil positif du public. En 2020, il sort son premier album, qui connaît un succès considérable.  
Parallèlement, il collabore avec plusieurs artistes burkinabè et internationaux, enrichissant son répertoire de featurings notables. Sa collaboration avec Faïza sur un morceau acclamé en 2022 témoigne de sa polyvalence et de son ouverture à diverses influences musicales. 
En 2022, il confirme son succès avec la sortie du single Mouton,. 
En 2023, il a remporté le prestigieux prix Bobo Lolo d'Or, une reconnaissance majeure dans la musique de la région de Bobo-Dioulasso. Cette reconnaissance met en lumière son engagement pour l'évolution de la musique burkinabè. 
En avril 2024, Faity Baby participe à la 21ᵉ édition de la Semaine Nationale de la Culture (SNC), où il a été sélectionné parmi les artistes pour animer les plateaux off de l'événement en 2024,.  

## Distinctions
- 2023 : Bobo Lolo d'Or, pour sa contribution à la musique burkinabè[5].

## Discographie
- Album 1 : Connexion (2020)[4]
- Album 2 : Ghetto (2022)
- Album 3 : Performance (2023)[8]